# Lantillac
Lantillac település Franciaországban, Morbihan megyében. Lakosainak száma 291 fő (2022. január 1.). Lantillac Pleugriffet, Guégon, Buléon és Radenac községekkel határos.

## Népesség
A település népességének változása:
| Lakosok száma | 348  | 329  | 298  | 304  | 306  | 307  | 306  | 299  | 296  | 291  |
|               | 1968 | 1982 | 1990 | 2006 | 2013 | 2015 | 2017 | 2019 | 2020 | 2022 |